# Adriaan Fokker
Adriaan Daniël Fokker (17 août 1887 à Buitenzorg, Indes orientales néerlandaises - 24 septembre 1972 à Beekbergen, Pays-Bas) est un physicien et un musicien néerlandais.

## Biographie
Fokker est né à Buitenzorg aux Indes orientales néerlandaises. Il est le cousin de l'ingénieur aéronautique Anthony Fokker. Il étudie le génie minier à l'université de technologie de Delft et la physique à l'université de Leyde, où il obtient son doctorat sous la supervision d'Hendrik Lorentz en 1913. Il poursuit ses études avec Albert Einstein, Ernest Rutherford et William Bragg. Dans sa thèse de 1913, il dérive l'équation de Fokker-Planck en collaboration avec Max Planck. Après son service militaire de la Première Guerre mondiale, il retourne à Leyde en tant qu'assistant de Lorentz et d'Ehrenfest. En 1928, il succède à Lorentz en tant que directeur de la recherche au musée Teyler à Haarlem, Pays-Bas.
Fokker apporte plusieurs contributions à la relativité restreinte, et quelques-unes moins connues à la relativité générale, surtout pour la précession géodétique, phénomène de précession d'un gyroscope en chute libre dans un champ gravitationnel.
Fokker commence à étudier la théorie de la musique pendant la Seconde Guerre mondiale, alors que l'université de Leyde est fermée. Cette recherche provient en partie du désir de démontrer qu'il ne serait aucunement utile aux nazis et en partie en réponse à la lecture des travaux de Christiaan Huygens sur les 31 intervalles égaux. L'année 1942 marque donc un point tournant dans sa vie. Par la suite, il écrit plusieurs morceaux de musique qui respectent ce tempérament, lesquels sont notables pour utiliser la 7e harmonique en tant qu'intervalle consonnant (les 31 intervalles égaux sont une meilleure approximation de la 7e harmonique que la très populaire échelle à 12 intervalles chromatiques). Il a aussi fait des contributions notables à la théorie de la musique, telle les blocs périodiques de Fokker.
Fokker conçoit et construit quelques claviers musicaux capable de jouer de la musique microtonale via un clavier général. Le mieux connu de ceux-ci est son clavier à 31 intervalles égaux bien tempéré, qui est installé au musée Teyler depuis 1951 et après 2010, l'instrument est installé au Muziekgebouw aan 't IJ. Il est familièrement appelé « orgue de Fokker ».
Il est mort à Beekbergen, près d'Apeldoorn, aux Pays-Bas.

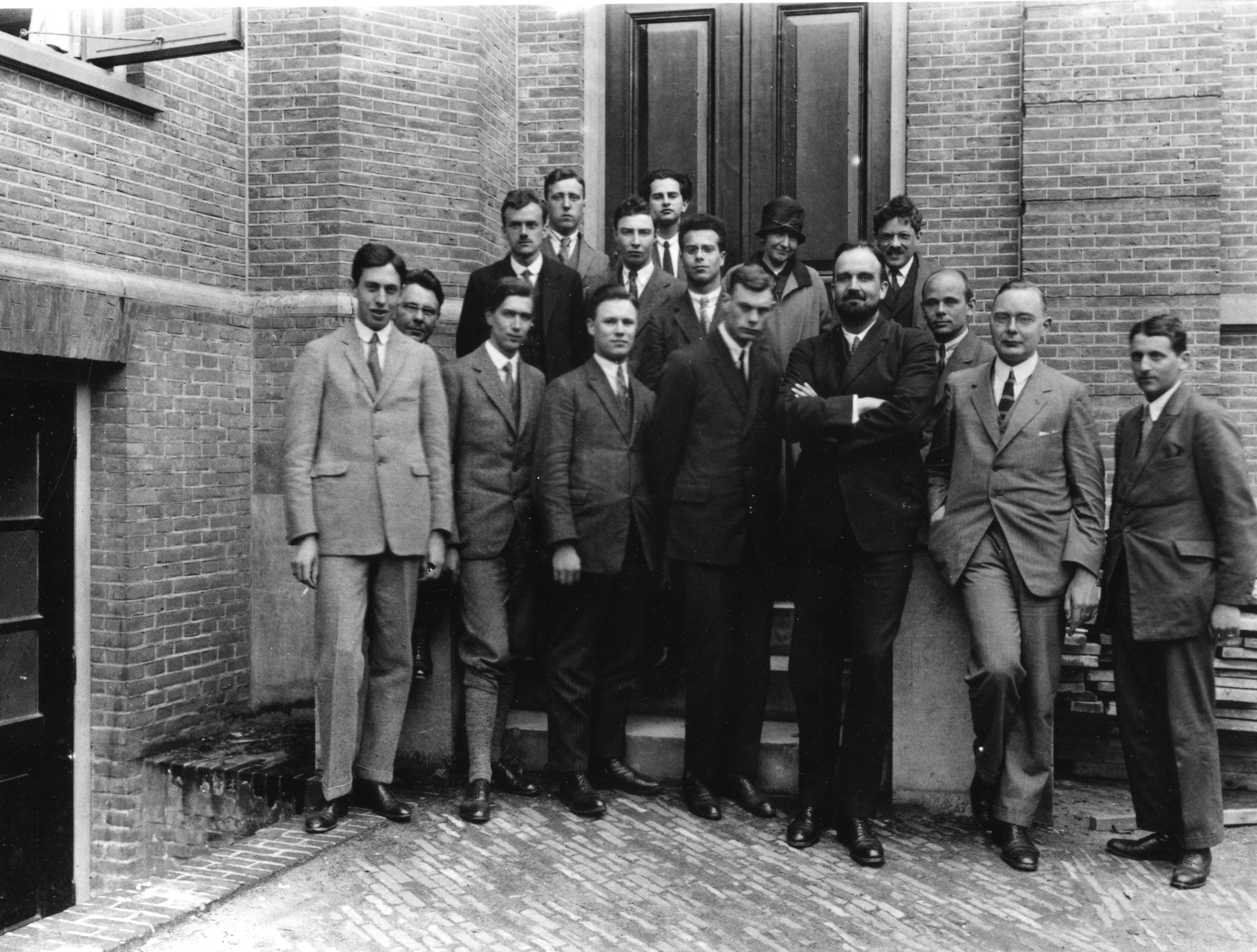
À Leyde aux Pays-Bas en 1926, au laboratoire de Heike Kamerlingh Onnes.
À l'avant, de gauche à droite : George Uhlenbeck, Helmut Hönl, Henri Bernard Joseph Florin, (étudiant), Adriaan Fokker, Hendrik Anthony Kramers et Samuel Goudsmit.
À l'arrière, de gauche à droite et en zigzaguant de l'avant vers l'arrière : Karel Niessen, Paul Dirac, étudiant, Robert Oppenheimer, Polak, (étudiant), Tatyana Afanasyeva (épouse de Paul Ehrenfest), Paul Ehrenfest et Jan Woltjer.